# Carmina Burana (Ray Manzarek)
Carmina Burana è un album a nome di Ray Manzarek, pubblicato dalla A&M Records nel 1983.

## Tracce
Brani composti da Carl Orff
Lato A
1. The Wheel of Fortune (O fortuna) – 3:06 – Destiny: Ruler of the World
2. The Wounds of Fate (Fortune plango) – 3:44 – Destiny: Ruler of the World
3. The Face of Spring (Veris leta facies) – 4:16 – Springtime
4. Sunrise (Omnia sol temperat) – 2:14 – Springtime
5. Welcome (Ecce Gratum) – 2:46 – Springtime
6. The Dance (Tanz) – 2:25 – Springtime
7. Sweetest Boy (Dulcissime) – 0:34 – Springtime
8. If the Whole World Was Mine (Were Diu Werlt) – 0:50 – Springtime

Lato B
1. Boiling Rage (Estuans interius) – 3:14 – In the Tavern
2. The Roasted Swan (Olim lacus) – 2:11 – In the Tavern
3. In the Tavern (In taberna) – 2:33 – In the Tavern
4. Love Flies Everywhere (Amor volat) – 2:08 – The Court of Love
5. A Young Girl (Stetit puella) – 2:54 – The Court of Love
6. Come, My Beauty (Veni veni venias) – 2:36 – The Court of Love
7. The Lovers (Blanziflor et Helena) – 1:16 – The Court of Love
8. The Wheel of Fortune (O fortuna) – 3:09 – Destiny: Ruler of the World

## Musicisti
- Ray Manzarek - pianoforte, organo, tastiere, arrangiamenti
- Michael Reisman - arrangiamento (orchestra), conduttore musicale
- Ted Hall - chitarra
- Jack Kripl - sassofono, flauto
- Adam Holzman - sintetizzatore
- Michael Reisman - sintetizzatore
- Doug Hodges - basso
- Larry Anderson - batteria